# Пиветта, Джанкарло
Джанкарло Пиветта (итал. Giancarlo Pivetta, родился 18 июня 1957 года в Музиле-ди-Пьяве) — итальянский регбист и регбийный тренер, игравший на позиции пропа и хукера.

## Игровая карьера
Почти всю свою карьеру отыграл за итальянский клуб «Сан-Дона» (в сезонах 1976/78 и 1986/87 завоевал путёвку в серию А), также провёл один сезон в «Бенеттоне» и два в «Мирано». Сыграл 430 матчей в чемпионате Италии, провёл 162 успешные реализации, что является удивительным результатом для него как форварда первой линии. Дебютную игру за сборную Италии провёл 22 апреля 1979 года в Бухаресте против Румынии (поражение 0:44) в рамках Кубка ФИРА 1978/1979. Играл на всех турнирах ФИРА до 1993 года включительно.
В составе сборной Италии Пиветта был в заявках на чемпионаты мира 1987 и 1991 годов: в первом розыгрыше он не вышел на поле ни разу, зато во втором розыгрыше сыграл три матча. Последнюю игру сыграл 21 июня 1993 года против Испании в Перпиньяне в рамках Средиземноморских игр.

## Тренерская карьера
В 1999 году Пиветта стал тренером клуба «Мирано». В 2002 году он вернулся в команду «Сан-Дона», которой руководил на протяжении пяти сезонов, прежде чем вернуться в «Мирано». Тренером этого клуба он был с 2007 по 2009 годы. Летом 2009 года Пиветта стал тренером клуба «Езоло», выступавшего в Серии C. В 2011 году Пиветта вывел клуб в Серию B, а в 2012 году покинул пост тренера.